# دونالد جيفري
دونالد جيفري (بالإنجليزية: Alick Jeffrey)‏ (29 يناير 1939 في المملكة المتحدة - 22 نوفمبر 2000 بدونكاستر في المملكة المتحدة) هو لاعب كرة قدم بريطاني في مركز الهجوم. لعب مع نادي دونكاستر روفرز ووركشوب تاون ‏ ولينكولن سيتي أف سي وسيدني براغ ‏ وSkegness Town A.F.C. ‏.